# Гуд-Рівер (Орегон)
Гуд-Рівер (англ. Hood River) — місто (англ. city) в США, в окрузі Гуд-Рівер штату Орегон. Населення — 8313 особи (2020).

## Географія
Гуд-Рівер розташований за координатами 45°42′33″ пн. ш. 121°31′34″ зх. д. / 45.70917° пн. ш. 121.52611° зх. д. (45.709115, -121.526019).  За даними Бюро перепису населення США в 2010 році місто мало площу 8,67 км², з яких 6,61 км² — суходіл та 2,07 км² — водойми.

### Клімат
| Клімат : Гуд-Рівер      | Клімат : Гуд-Рівер | Клімат : Гуд-Рівер | Клімат : Гуд-Рівер | Клімат : Гуд-Рівер | Клімат : Гуд-Рівер | Клімат : Гуд-Рівер | Клімат : Гуд-Рівер | Клімат : Гуд-Рівер | Клімат : Гуд-Рівер | Клімат : Гуд-Рівер | Клімат : Гуд-Рівер | Клімат : Гуд-Рівер | Клімат : Гуд-Рівер |
| Показник                | Січ.               | Лют.               | Бер.               | Квіт.              | Трав.              | Черв.              | Лип.               | Серп.              | Вер.               | Жовт.              | Лист.              | Груд.              | Рік                |
| Середній максимум, °C   | 5,6                | 8,4                | 12,7               | 16,2               | 20,4               | 23,6               | 27,6               | 27,9               | 24,5               | 17,5               | 9,7                | 4,6                | 16,6               |
| Середня температура, °C | 2,3                | 3,8                | 7,2                | 10,0               | 13,8               | 16,8               | 20,0               | 19,8               | 16,1               | 10,4               | 5,4                | 1,6                | 10,6               |
| Середній мінімум, °C    | −1                 | −0,8               | 1,6                | 3,8                | 7,1                | 10,2               | 12,4               | 11,8               | 7,7                | 3,3                | 1,2                | −1,4               | 4,7                |
| Норма опадів, мм        | 132                | 101                | 76                 | 45                 | 33                 | 22                 | 7                  | 8                  | 24                 | 57                 | 137                | 152                | 795                |
| Днів з опадами          | 18,6               | 14,9               | 15,4               | 12,7               | 9,3                | 6,2                | 2,2                | 2,2                | 4,7                | 10,7               | 19,2               | 18,1               | 134,1              |
| ----------------------- | ------------------ | ------------------ | ------------------ | ------------------ | ------------------ | ------------------ | ------------------ | ------------------ | ------------------ | ------------------ | ------------------ | ------------------ | ------------------ |
| Джерело: NOAA           |                    |                    |                    |                    |                    |                    |                    |                    |                    |                    |                    |                    |                    |

## Демографія
Згідно з переписом 2010 року, у місті мешкало 7167 осіб у 2972 домогосподарствах у складі 1728 родин. Густота населення становила 826 осіб/км².  Було 3473 помешкання (400/км²).
Расовий склад населення:
| - 86,9 % — білих - 1,5 % — азіатів - 0,6 % — корінних американців - 0,5 % — чорних або афроамериканців - 0,1 % — вихідців з тихоокеанських островів - 7,4 % — осіб інших рас |

До двох чи більше рас належало 3,0 %. Частка іспаномовних становила 24,4 % від усіх жителів.
За віковим діапазоном населення розподілялося таким чином: 25,9 % — особи молодші 18 років, 61,4 % — особи у віці 18—64 років, 12,7 % — особи у віці 65 років та старші. Медіана віку мешканця становила 36,3 року. На 100 осіб жіночої статі у місті припадало 91,9 чоловіків;  на 100 жінок у віці від 18 років та старших — 87,8 чоловіків також старших 18 років.
Середній дохід на одне домашнє господарство  становив 59 900 доларів США (медіана — 47 310), а середній дохід на одну сім'ю — 68 370 доларів (медіана — 56 675). Медіана доходів становила 39 212 долари для чоловіків та 30 772 долари для жінок. За межею бідності перебувало 19,1 % осіб, у тому числі 34,4 % дітей у віці до 18 років та 4,9 % осіб у віці 65 років та старших.
Цивільне працевлаштоване населення становило 3748 осіб. Основні галузі зайнятості: освіта, охорона здоров'я та соціальна допомога — 21,6 %, мистецтво, розваги та відпочинок — 15,5 %, роздрібна торгівля — 15,1 %.